# 埃克斯特拉鎮區 (阿肯色州阿什利縣)
埃克斯特拉鎮區（英語：Extra Township）是位於美國阿肯色州阿什利縣的一個行政鎮區。

## 地方資料
埃克斯特拉鎮區的面積為198.36平方千米，當中陸地面積為198.34平方千米，而水域面積為0.02平方千米。根據2010年美國人口普查的數據，當地共有人口304人，而人口密度為每平方千米1.53人。